# Universitatea Humboldt din Berlin
Universitatea Humboldt din Berlin (prescurtat HU Berlin) este cea mai veche și ca mărime a doua universitate din Berlin. Clădirea principală se află pe bulevardul Unter den Linden din subcartierul istoric Dorotheenstadt, Sectorul Centru. Prima universitate din Berlin, Alma Mater Berolinensis a luat ființă în anul 1809, ea va fi denumită între anii 1828-1946 Friedrich-Wilhelms-Universität, iar din anul 1949 poartă numele de Humboldt-Universität zu Berlin.

## Facultăți
- Agronomie
- Fizică, Biologie, Chimie,
- Matematică, Informatică, Psihologie, Geografie
- Medicină (Charité)
- Filozofie, Istorie
- Filologie, limbi germanice, romanice, slave
- Științe juridice
- Științe sociale, Cultura popoarelor
- Pedagogică, Sport
- Teologie
- Științe Economice